# Nelson George

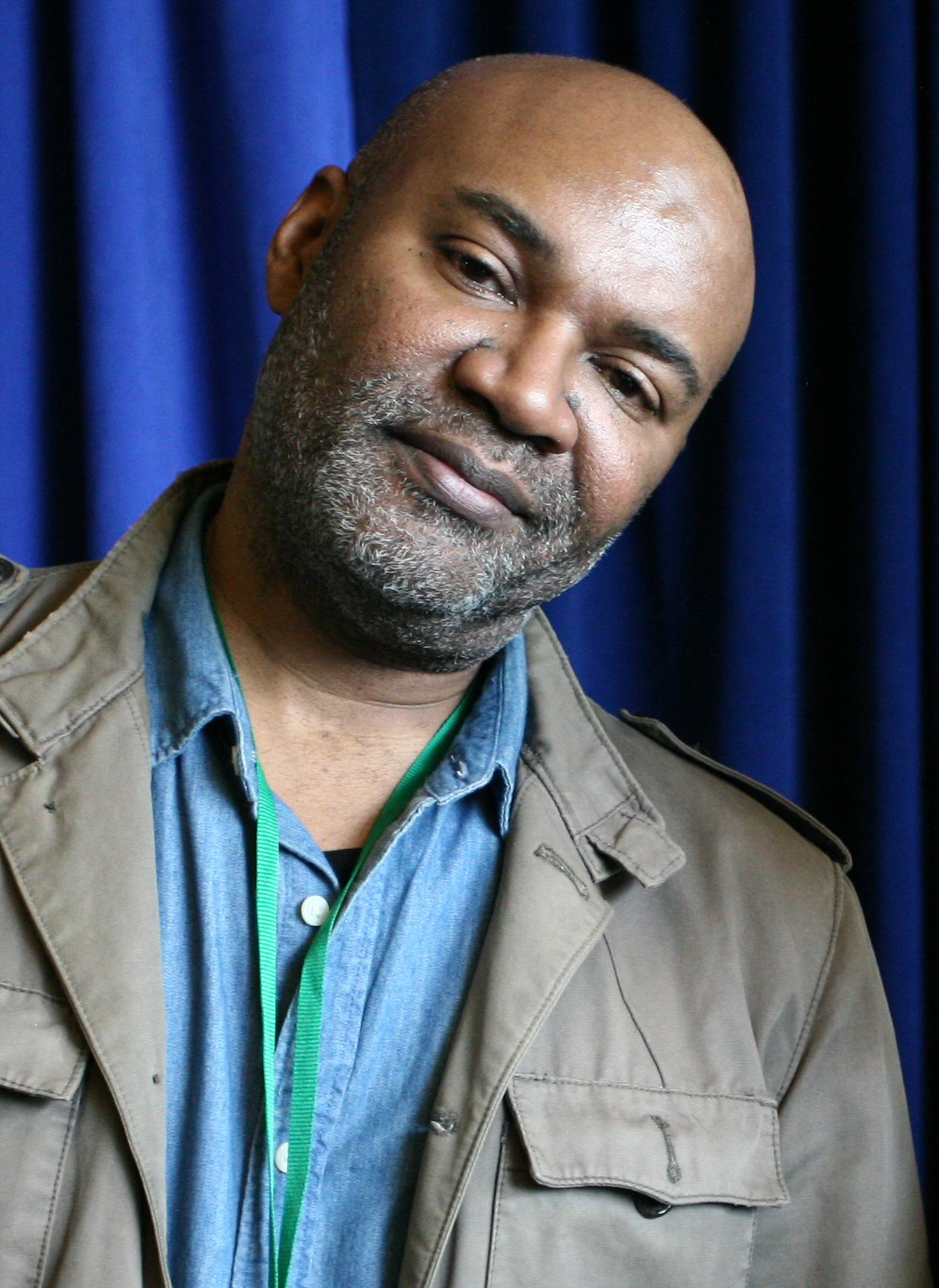
Nelson George (2014)

Nelson George (* 1. September 1957 in Brooklyn, New York) ist ein US-amerikanischer Autor, Musik- und Kulturkritiker, Film- und TV-Produzent sowie Fernsehregisseur. Bekannt geworden ist er vor allem durch seine Werke über afroamerikanische Kultur.

## Leben
George machte seinen Abschluss 1982 an der St. John’s University von New York. Bis 1989 schrieb er Artikel für das Billboard-Magazin, weswegen Prince im Jahr 1986 einen Song mit Namen Bob George komponierte; der Liedtext handelt von einem Frauenfeind mit antisozialer Persönlichkeitsstörung und bezieht sich unter anderem auf Nelson George, weil er in der Vergangenheit negativ über den Musiker berichtet hatte. Der Song ist auf dem Black Album zu finden. In den 1980er Jahren veröffentlichte George mehrere Bücher über afroamerikanische Musik. Anschließend wurde er Kolumnist der Village Voice. Weitere Publikationen erschienen u. a. in der New York Times, dem Esquire und dem Playboy. In den 1990ern begann er Bücher abseits der Musik zu schreiben, auch Romane und Drehbücher zu den Filmen Strictly Business und CB4 (1993). 1992 erhielt George einen Grammy für die Mitarbeit an den Liner Notes zu Star Time von James Brown.
Sein Regiedebüt gab er 2001 mit dem auf BET gezeigten Film One Special Moment. 2007 wurde auf HBO der Film Life Support ausgestrahlt, dessen Hauptrolle von Queen Latifah gespielt wurde. Der Film wurde auf dem Sundance Film Festival gezeigt und erhielt zwei Emmy-Nominierungen, Latifah gewann u. a. einen Golden Globe.
Derzeit ist er Executive Producer der Show American Gangster auf BET und Co-Executive Producer der jährlich stattfindenden VH1 Hip Hop Honors.

## Werke
George schreibt sowohl Sachbücher, als auch Romane, ist aber für seine „nicht-fiktionalen“ Werke weitaus bekannter. Diese drehen sich meist um spezielle Aspekte afroamerikanischer Kultur, hauptsächlich afroamerikanische Musik, aber etwa auch um den afroamerikanischen Film und Basketball. Diese Aspekte setzt George in einen Kontext mit der Kultur, durch die sie entstanden bzw. immer noch entstehen und beleuchtet dadurch ihre gegenseitigen Auswirkungen. Seine Motivation, Bücher zu schreiben, rührte aus der Erkenntnis, das niemand die Bücher schrieb, die er selbst gerne hätte lesen wollen. Diese schreibt er daher für Personen, denen es ähnlich geht wie einst ihm.
Seine bekanntesten und, mit Ausnahme von Urban Romance, einzigen ins Deutsche übersetzten Werke sind The Death of Rhythm & Blues (Deutsch: R&B – Die Geschichte der schwarzen Musik) und Hip Hop America (Deutsch: XXX – Drei Jahrzehnte HipHop), das 1999 mit dem American Book Award ausgezeichnet wurde.
Seine Romane haben meist erotische Inhalte. Laut eigener Aussage regen sie seine Phantasie an und dienen ihm somit als Gegenpol zu seinen auf Fakten basierenden Sachwerken.

„These books and stories were created to balance me out, to give voice to a side of me that I really enjoy exposing.“

### Sachbücher
- The Michael Jackson Story. Dell, 1984, ISBN 0-440-15592-4
- Where Did Our Love Go? The Rise and the Fall of the Motown Sound. Omnibus Press, 1986, ISBN 0-7119-1068-5
- The Death of Rhythm & Blues. Omnibus Press, 1988, ISBN 0-7119-1669-1
  - Übersetzung: R&B – Die Geschichte der schwarzen Musik. orange-press, 2002, ISBN 3-936086-04-4.
- In Living Color: The Authorized Companion to the FOX Series. Warner Books, 1991, ISBN 0-446-39351-7
- Elevating the Game: Black Men and Basketball. HarperCollins, 1992, ISBN 0-06-016723-8
- Buppies, B-Boys, Baps & Bohos: Notes on Post-Soul Black Culture. HarperCollins, 1993, ISBN 0-06-016724-6
- Blackface: Reflections on African-Americans and the Movies. HarperCollins, 1994, ISBN 0-06-017120-0
- Hip Hop America. Viking Press, 1998, ISBN 0-670-87153-2
  - Übersetzung: XXX – Drei Jahrzehnte HipHop. Orange Press, 2002, ISBN 3-936086-03-6
- Life and Def: Sex, Drugs, Money + God mit Russell Simmons. Crown Publishers, 2001, ISBN 0-609-60607-7
- Post-Soul Nation: The Explosive, Contradictory, Triumphant, and Tragic 1980s as Experienced by African Americans. Viking Press, 2004, ISBN 0-670-03275-1
- The James Brown Reader: Fifty Years of Writing about the Godfather of Soul mit Allan Leeds. Plume, 2008, ISBN 978-0-452-28946-8
- City Kid: A Writer's Memoir of Ghetto Life and Post-Soul Success. Viking Press, 2009, ISBN 978-0-670-02036-2

### Romane
- Urban Romance. One World, 1994, ISBN 0-345-47273-X
  - Übersetzung: City Romance. Droemer Knaur, 1996, ISBN 3-426-60413-2
- Seduced. One World, 1996, ISBN 0-345-41266-4
- One Woman Short. Simon & Schuster, 2000, ISBN 0-7432-1860-4
- Show & Tell. Simon & Schuster, 2001, ISBN 0-7432-0443-3
- Night Work. Simon & Schuster, 2003, ISBN 0-7432-3551-7
- The Accidental Hunter. Simon & Schuster, 2005, ISBN 0-7432-3552-5
- The Fever.[2] B&T, 2006, ISBN 0-7432-7237-4